# La Baie du désir
 (février 2022).
Pour plus de détails, voir Fiche technique et Distribution.
La Baie du désir est un film français co-réalisé par Max Pécas et Radley Metzger, sorti en 1964.

## Fiche technique
- Titre : La Baie du désir
- Réalisation : Max Pécas, Radley Metzger
- Scénario : Maurice Cury, Max Pécas et Robert Topart
- Dialogues : Maurice Cury
- Photographie : Roger Duculot
- Son : Séverin Frankiel
- Montage : Nicole Cayatte
- Musique : Georges Garvarentz
- Sociétés de production : Les Films du Griffon - Unité de cinéma et de télévision - Alcinter
- Pays d'origine :  France
- Durée : 95 minutes
- Date de sortie : France, 14 octobre 1964

## Distribution
- Fabienne Dali : Greta
- Sophie Hardy : Mathias
- Jean Valmont : Claude
- François Dyrek : Le père